# Glen Maxwell
 Glenn James Maxwell (ur. 14 października 1988 w Melbourne) − australijski krykiecista, all-rounder, reprezentant kraju.  Jest praworęcznym batsmanem i praworęcznym bowlerem w stylu off spin.

## Życiorys
W reprezentacji Wiktorii w rozgrywkach Sheffield Shield debiutował w sezonie 2009/10.  W następnym sezonie w ligowym meczu jednodniowym przeciwko reprezentacji Tasmanii zdobył 50 runów z zaledwie 19 piłek co stanowiło nowy rekord w ligowych rozgrywkach australijskich.  Pierwszą „tonę” (100 runów) w rozgrywkach Sheffield Shield zdobył w marcu 2011 w meczu przeciwko reprezentacji Australii Południowej.  Występował lidze angielskiej w rozgrywkach Twenty20 grając dla Hampshire oraz w Indian Premier League (IPL).  W sezonie 2012 w IPL grał dla Delhi Daredevils, w sezonie 2013 został zakupiony przez Mumbai Indians za milion dolarów co było najwyższą ceną zapłaconą za gracza w przedsezonowej aukcji w tym roku.
W reprezentacji Australii w meczu jednodniowym debiutował 25 sierpnia 2012, a w międzynarodowym meczu Twenty20 po raz pierwszy grał 5 września 2012.